# آیماوماخی
آیماوماخی (به لاتین: Aymaumakhi) یک منطقهٔ مسکونی در روسیه است که در داغستان واقع شده‌است.